# راسيل سيمونز
راسيل سيمونز (بالإنجليزية: Russell Simmons)‏ هو رائد أعمال وكاتب ومنتج أسطوانات أمريكي، ولد في 4 أكتوبر 1957 في كوينز في الولايات المتحدة.

## وصلات خارجية
- راسيل سيمونز على موقع IMDb (الإنجليزية)
- راسيل سيمونز على موقع الموسوعة البريطانية (الإنجليزية)
- راسيل سيمونز على موقع ميوزك برينز (الإنجليزية)
- راسيل سيمونز على موقع رولينغ ستون (الإنجليزية)
- راسيل سيمونز على موقع قاعدة بيانات برودواي على الإنترنت (الإنجليزية)
- راسيل سيمونز على موقع إن إن دي بي (الإنجليزية)
- راسيل سيمونز على موقع أول ميوزيك (الإنجليزية)
- راسيل سيمونز على موقع ديسكوغز (الإنجليزية)
- راسيل سيمونز على موقع قاعدة بيانات الفيلم (الإنجليزية)